# Melanie Redman-Carr
Melanie Redman-Carr est une surfeuse professionnelle australienne né le 4 juillet 1975 à Busselton, Australie.

## Biographie
Elle débute dans le championnat du monde de surf en 1997.

## Carrière
- 2009 Drug Aware Pro, Margaret River, Australie (WQS 5*)
- 2006 Roxy Pro, Gold Coast, Australia (WCT)
- 2006 Roxy Pro, Tavarua/Namotu, Fiji (WCT)
- 2006 Billabong Pro, Teahupoo, Tahiti (WCT)
- 2005 O'Neill World Cup of Surfing, Sunset Bch (6*)
- 2002 SunSmart Classic, Australia (WQS),
- 2002 Roxy Pro, Fiji
- 2002 Wanadoo O’Neill Angels Challenge, France (WQS)
- 2001 Roxy Pro, Australia (WQS)
- 2001 SunSmart Classic, Australia (WQS)
- 2001 Hossegor Rip Curl Pro, France (WQS)
- 2000  SunSmart Women’s Classic (QS-Aus)
- 1999 Billabong/MSF Pro, South Africa
- 1999 Rusty Pro Am, USA (WQS)
- 1999 G-Shock Hawaiian Pro (WQS)
- 1998 Billabong Girls, Hawaii (WQS)